# 小行星4392
小行星4392（4392 Agita）是一颗绕太阳运转的小行星，为主小行星带小行星。该小行星于1978年9月13日发现。

## 轨道参数
小行星4392的轨道半长轴为2.3076710 UA，离心率为0.124。